# Robert Kimmel Smith
Robert Kimmel Smith (Brooklyn, 31 luglio 1930 – Manhattan, 18 aprile 2020) è stato uno scrittore statunitense.

## Biografia
Nato a Brooklyn il 31 luglio 1930, all'età di 8 anni, costretto a letto per 3 mesi a causa di una febbre reumatica, ha iniziato a leggere avidamente e ad appassionarsi alla scrittura.
Dopo gli studi al Brooklyn College, ha servito l'esercito prima di sposarsi con Claire Medney ed iniziare una carriera nella pubblicità.
Il suo esordio nella narrativa per ragazzi è avvenuto nel 1972 con il romanzo Chocolate Fever divenuto un best seller con circa 2 milioni di copie vendute tra i libri tascabili.
Nel 2020 il suo romanzo Nonno questa volta è guerra è stato trasposto nell'omonima pellicola e lo stesso anno, il 18 aprile, lo scrittore si è spento a Manhattan all'età di 89 anni.

## Opere

### Romanzi  per ragazzi
- Chocolate Fever (1972)
- Ransom (1972)
- Jelly Belly (1981)
- La casa di Jane (Jane's House, 1982), Bergamo, Sperling & Kupfer, 1984 traduzione di Rita Botter Pierangeli e Dono Vanzini
- The First Hard Times (1984)
- Mostly Michael (1987)
- The Giant (1987)
- Bobby Baseball (1989)
- The Squeaky Wheel (1990)

### Serie Sadie Shapiro
- Sadie Shapiro's Knitting Book (1973)
- Sadie Shapiro in Miami (1977)
- Sadie Shapiro, Matchmaker (1980)

### Serie  War with Grandpa
- Nonno questa volta è guerra (The War with Grandpa, 1984), Milano, Rizzoli, 2021 traduzione di Aurelia Di Meo ISBN 978-8817149143.
- The War with Grandma con Ann Dee Ellis (2021)

## Adattamenti cinematografici
- Nonno questa volta è guerra (The War with Grandpa), regia di Tim Hill (2020)

## Adattamenti televisivi
- Jane's House, regia di Glenn Jordan (1994)